# دنيس فونغ
دنيس فونغ (بالإنجليزية: Dennis Fong)‏ هو شخصية أعمال ورائد أعمال أمريكي، ولد في 11 مارس 1977 في هونغ كونغ في الصين.